# Edgar Morais
Edgar Morais est un acteur portugais né le 25 juin 1989 à Coimbra. 

## Vie privée
Il est le frère de l'acteur Rafael Morais. 

## Cinéma
- 2007 : Daqui P'ra Frente de Catarina Ruivo : Nelson
- 2012 : Joshua Tree, 1951: A Portrait of James Dean de Matthew Mishory : Franco
- 2013 : Chasing Eagle Rock d'Erick Avari : Jaffa
- 2013 : The Movie de Luke Eberl

## Télévision
- 2009 : Ctrl : Jeremy
- 2010 : FCU: Fact Checkers Unit (Seventeen & Missing) Edgar

## Distinctions

### Récompenses
- 2007 : Prix spécial de jury collectif pour le casting de Daqui P'ra Frente au festival international du film de Rio de Janeiro.